# العائد (مسلسل كوري جنوبي)
العائد (بالكورية: 악귀)؛ هو مسلسل تلفزيوني كوري جنوبي، من تأليف كيم أون-هي وبطولة كيم تاي ري، أوه سونغ اي وهونغ كيونغ. عرض على قناة اس بي اس في 23 يونيو الى 29 يوليو 2023 ، بث كل يوم الجمعة والسبت الساعة 22:00 (KST).

## القصة
تتحدث الدراما عن كو سان يونغ (كيم تاي-ري)، التي يمتلكها شيطان. ويوم هاي سانغ (أوه جونغ سي) الذي يمكنه رؤية الشياطين. يحاول الثنائي اكتشاف الحقيقة وراء الوفيات الغامضة.

## طاقم
- كيم تاي ري في دور كو سان يونغ[6]

تنشغل كو سان يونغ بالعمل بدوام جزئي خلال النهار وتدرس لتصبح موظفًا حكوميًا. ذات يوم، تتلقى بعض المقالات التي تركها والدها الراحل. منذ ذلك الحين، تحدث وفيات غامضة حولها. كما أنها تجد نفسها تتغير ببطء.
- أوه سونغ اي في دور يوم هاي سانغ[4]

يأتي يوم هاي سانغ من خلفية غنية. يدرس الفولكلور الكوري في إحدى الجامعات. منذ أن كان طفلاً ، كان لديه قدرة خاصة على رؤية الشياطين في هذا العالم. حتى أنه رأى والدته تُقتل على يد شيطان أمامه عندما كان صغيراً. يوم هاي سانغ يلتقي كو سان يونغ ويواجه الشيطان الذي قتل والدته .
- هونغ كيونغ في دور لي هونغ ساي[4]

هو ملازم في فريق التحقيق بقسم جرائم العنف. إنه يهتم فقط بتطوير حياته المهنية في قسم الشرطة، بسبب كو سان يونغ ويوم هاي سانغ، يتورط في قضايا غامضة.

### دور داعم
- يانغ هاي-جي في دور بايك سي مي[7]

زميل المدرسة الثانوية جو سان-يونغ الذي يستعد لامتحان الخدمة المدنية.
- بارك جي يونغ في دور يون جيونج مون[8]

والدة غو سان يونغ.
- كيم وون-هاي في دور تشون سيو مون[8]

شريك هونغ ساي.
- يي سو-جونغ في دور كيم سوك ران[8]

جدة غو سان يونغ.
- كيم شين بي في دور كيم وو جين[9]
- جين سيون كيو في دور والد غو سان يونغ[10]

### ظهور خاص
- بيو يي-جين (الحلقة 5 ، 6)[11]

## الإنتاج

### ينتج
في آواخر عام 2021، أعلن ان المؤلفة كيم ايون-هي تحضر لمسلسل جديد مع قناة إس بي إس. من أعمالها مسلسل إشارة وسلسلة نتفليكس المملكة وآخرها جيريسان (2021)، ومن إنتاج قسم الدراما إس بي إس (استوديو إس)، بتعاون مع بي اي. إنترتينمنت التابعة لي إس إل إل.

### التصوير
بدا التصوير في النصف الثاني من عام 2022 ، بهدف بثه في النصف الأول من عام 2023.

## المشاهدات
| الموسم | الموسم | رقم الحلقة | رقم الحلقة | رقم الحلقة | رقم الحلقة | رقم الحلقة | رقم الحلقة | رقم الحلقة | رقم الحلقة | رقم الحلقة | رقم الحلقة | رقم الحلقة | رقم الحلقة | المتوسط |
| الموسم | الموسم | 1          | 2          | 3          | 4          | 5          | 6          | 7          | 8          | 9          | 10         | 11         | 12         | المتوسط |
| ------ | ------ | ---------- | ---------- | ---------- | ---------- | ---------- | ---------- | ---------- | ---------- | ---------- | ---------- | ---------- | ---------- | ------- |
|        | 1      | 1.767      | 1.896      | 2.024      | 1.835      | 1.888      | 2.000      | 1.952      | 2.025      | 1.859      | 2.109      | 2.107      | 2.302      | 1.980   |

وفقا لنيلسن، فقد حقق المسلسل رقماً قياسياً في نسب المشاهدة بمتوسط تقييم 11.2% بحوالي 2.3 مليون مشاهدة.
| الحلقات | تاريخ البث    | تقييمات "نيلسن كوريا" | تقييمات "نيلسن كوريا" |
| الحلقات | تاريخ البث    | على الصعيد الوطني     | سيئول                 |
| ------- | ------------- | --------------------- | --------------------- |
| 1       | 23 يونيو 2023 | 9.9%                  | 10.8%                 |
| 2       | 24 يونيو 2023 | 10.0%                 | 10.8%                 |
| 3       | 30 يونيو 2023 | 11.0%                 | 11.9%                 |
| 4       | 1 يوليو 2023  | 10.0%                 | 10.8%                 |
| 5       | 7 يوليو 2023  | 10.8%                 | 12.2%                 |
| 6       | 8 يوليو 2023  | 9.5%                  | 10.2%                 |
| 7       | 14 يوليو 2023 | 10.6%                 | 11.0%                 |
| 8       | 15 يوليو 2023 | 10.4%                 | 11.1%                 |
| 9       | 21 يوليو 2023 | 10.3%                 | 11.1%                 |
| 10      | 22 يوليو 2023 | 10.9%                 | 12.0%                 |
| 11      | 28 يوليو 2023 | 10.3%                 | 10.8%                 |
| 12      | 29 يوليو 2023 | 11.2%                 | 12.0%                 |
| متوسط   | متوسط         | 10.4%                 | 11.2%                 |

## الجوائز والترشيحات
| قائمة الجوائز والترشيحات | قائمة الجوائز والترشيحات                | قائمة الجوائز والترشيحات                                      | قائمة الجوائز والترشيحات            | قائمة الجوائز والترشيحات | قائمة الجوائز والترشيحات |
| السنة                    | الجائزة                                 | الفئة                                                         | المستلم                             | النتيجة                  | م.                       |
| ------------------------ | --------------------------------------- | ------------------------------------------------------------- | ----------------------------------- | ------------------------ | ------------------------ |
| 2023                     | جوائز الدراما الكورية                   | جائزة التميز لأفضل ممثل                                       | أوه جونغ سي                         | فوز                      | [ 15 ]                   |
| 2023                     | جوائز دراما إس بي إس                    | الجائزة الكبرى (الديسانغ)                                     | كيم تاي ري                          | فوز                      | [ 16 ]                   |
| 2023                     | جوائز دراما إس بي إس                    | جائزة التميز، ممثل في مسلسل قصير من نوع الدراما والأكشن       | هونغ كيونغ                          | فوز                      | [ 16 ]                   |
| 2023                     | جوائز دراما إس بي إس                    | أفضل أداء مساعد في مسلسل قصير من النوع/دراما الحركة           | كيم وون هاي                         | فوز                      | [ 16 ]                   |
| 2023                     | جوائز دراما إس بي إس                    | أفضل ممثلة جديدة                                              | يانغ هيه جي                         | فوز                      | [ 16 ]                   |
| 2023                     | جوائز دراما إس بي إس                    | أفضل ممثلة شابة                                               | بارك سو يي                          | فوز                      | [ 16 ]                   |
| 2023                     | جوائز دراما إس بي إس                    | أفضل أداء                                                     | جين سيون كيو                        | فوز                      | [ 16 ]                   |
| 2023                     | جوائز دراما إس بي إس                    | جائزة التميز لأفضل ممثل في مسلسل قصير من نوع الدراما والأكشن  | أوه جونغ سي                         | رُشِّح                      | [ 17 ]                   |
| 2023                     | جوائز دراما إس بي إس                    | جائزة التميز لأفضل ممثلة في مسلسل قصير من نوع الدراما والأكشن | كيم تاي ري                          | رُشِّح                      | [ 17 ]                   |
| 2023                     | جوائز دراما إس بي إس                    | جائزة سارق المشهد                                             | شيم دال-جي                          | رُشِّح                      | [ 18 ]                   |
| 2023                     | جوائز دراما إس بي إس                    | أفضل أداء مساعد في مسلسل قصير من نوع/دراما أكشن               | كيم هاي سوك                         | رُشِّح                      | [ 19 ]                   |
| 2023                     | جوائز دراما إس بي إس                    | أفضل أداء مساعد في مسلسل قصير من نوع/دراما أكشن               | بارك جي يونغ                        | رُشِّح                      | [ 19 ]                   |
| 2024                     | جوائز بايكسانغ للفنون                   | أفضل دراما                                                    | العائد                              | رُشِّح                      | [ 20 ]                   |
| 2024                     | جوائز بايكسانغ للفنون                   | أفضل سيناريو                                                  | كيم أون هي                          | رُشِّح                      | [ 20 ]                   |
| 2024                     | جوائز بايكسانغ للفنون                   | الجائزة الفنية                                                | يانغ هو سام، بارك جي وون (مخرج فني) | رُشِّح                      | [ 20 ]                   |
| 2024                     | جوائز مهرجان نيويورك للتلفزيون والأفلام | الخيال العلمي/الخيال/الرعب                                    | العائد                              | فوز                      | [ 21 ]                   |
| 2024                     | جوائز سيول الدولية للدراما              | الممثلة الكورية المتميزة                                      | كيم تاي ري                          | رُشِّح                      | [ 22 ]                   |
| 2024                     | مهرجان هيوستن السينمائي الدولي          | فئة مخصصة للتلفزيون/الكابل                                    | العائد                              | فوز                      | [ 23 ]                   |

## روابط خارجية
- الموقع الرسمي
 (بالكورية)
- العائد على موقع IMDb (الإنجليزية)
- العائد على موقع فيلمافينيتي (الإسبانية)
- العائد على موقع قاعدة بيانات الفيلم (الإنجليزية)
- العائد على هانسينما

1. ↑  الجائزة البرونزية
2. ↑  جائزة ريمي الذهبية